# راني (مغنية)
راني (بالإنجليزية: Rani)‏ هي مغنية أسترالية، ولدت في 1971.

## وصلات خارجية
- راني على موقع ميوزك برينز (الإنجليزية)
- راني على موقع ديسكوغز (الإنجليزية)
- راني على موقع ديسكوغز (الإنجليزية)